# Хаккарайнен, Тойво Александрович
То́йво Алекса́ндрович Хаккара́йнен (31 мая 1907 года, Сестрорецк, Санкт-Петербургская губерния — 19 октября 1983 года, Сортавала, Карельская АССР) — краевед, художник, заслуженный работник культуры Карельской АССР, заслуженный работник культуры РСФСР (1965).

## Биография
Ингерманландец. После окончания школы поступил в Финский сельскохозяйственный техникум, расположенный в учхозе Рябово близ посёлка Всеволожский. Окончил техникум в 1928 году по специальности техник-животновод.
В 1929—1936 годах работал в Петрозаводске — переводчиком в тресте «Кареллес», заведующим отделом Карельского обкома ВЛКСМ, в Карельском обкоме ВКП (б).
В 1936—1937 годах работал в газете «Красная Карелия».
В 1937—1939 годах работал в Республиканском доме народного творчества руководителем изостудии. В 1938 году избран членом организационного комитета и секретарём Союза художников Карельской АССР.
Участник Советско-финской войны (1939—1940) и Советско-финской войны (1941—1944).
После демобилизации в 1945 году был направлен в Сортавалу, где занимал должности руководителя художественной студии, ответственного секретаря Сортавальского отделения ВООПИК, организовал хор финской песни, создал музей боевой славы при Доме офицеров, принимал активное участие в жизни города и финской общины, способствовал распространению знаний об истории края среди местного населения и гостей Северного Приладожья.
В 2007 году в связи со 100-летием со дня рождения Тойво Хаккарайнену было присвоено звание Почётного гражданина города Сортавала, его имя присвоено Региональному музейно-туристическому центру Северного Приладожья в городе Сортавала.